# Vályabrád
Vályabrád (románul: Valea Bradului) falu  Romániában, Erdélyben, Hunyad megyében.

## Fekvése
Körösbányától délkeletre, Brád, Váka és Pottingány közt fekvő település.

## Története
Vályabrád nevét 1441-ben, majd 1445-ben említette először oklevél Walyafalva néven. 1464-ben Kyswalya, 1525-ben Valya Brad, 1808-ban Vályabrád, Valjabrád ~ Brádvalja, 1888-ban Valea-Brad (Valea-Bradului), 1913-ban Vályabrád néven írták.
1525-ben Valya Brad a Ribiczai kerületben a világosi vár tartozékai közt szerepelt.
A trianoni békeszerződés előtt Hunyad vármegye Brádi járásához tartozott. 1910-ben 1026 lakosából 1008 román, 5 magyar volt. Ebből 1021 görögkeleti ortodox volt.

## Források

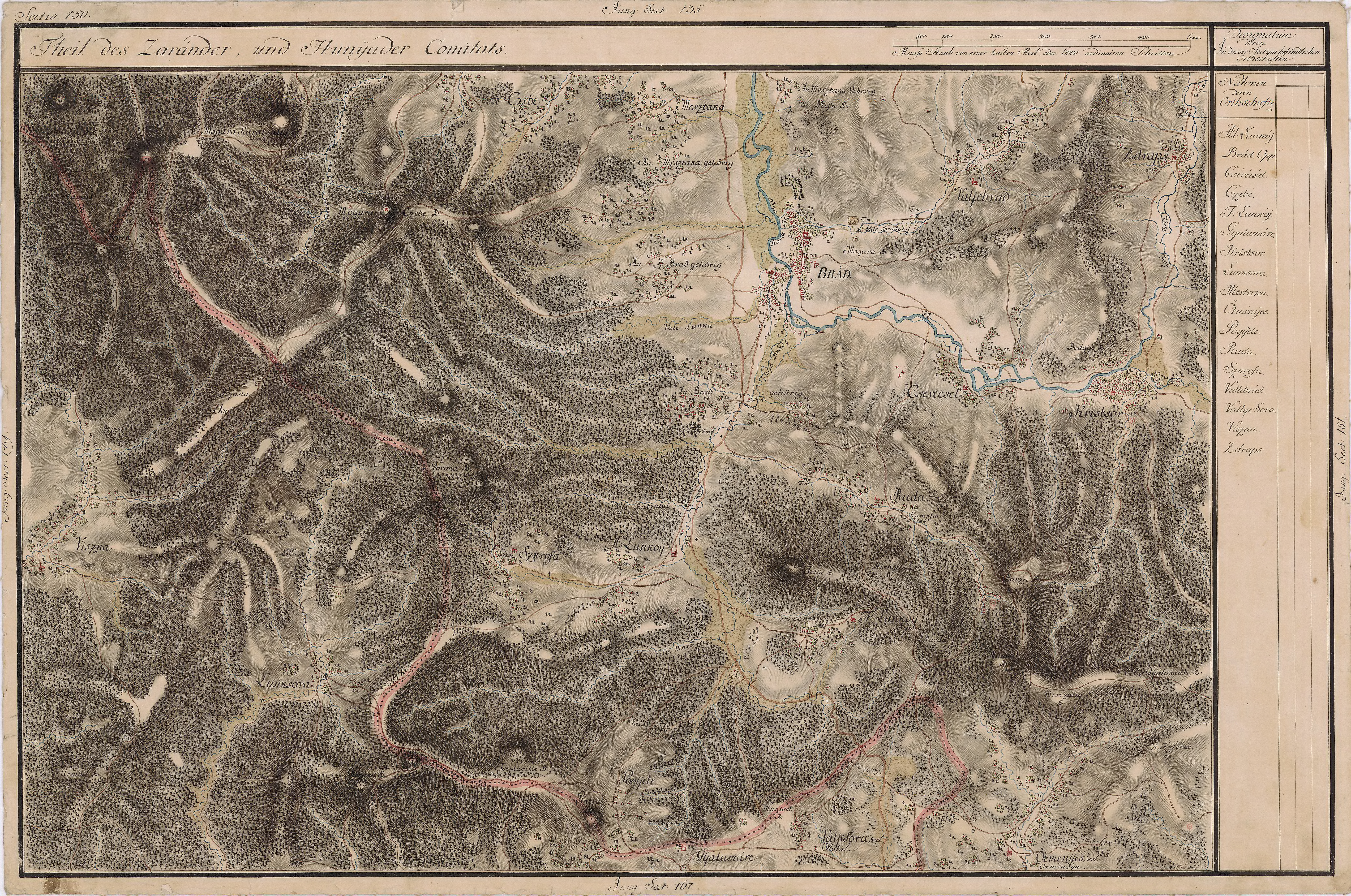
Vályabrád egy régi térképen